# Molí d'Orlina
El Molí d'Orlina és un antic molí d'aigua d'Espolla (Alt Empordà) inclosa a l'Inventari del Patrimoni Arquitectònic de Catalunya.

## Descripció
Situat al nord-est del nucli urbà de la població d'Espolla, a uns dos quilòmetres i mig de distància.
Edifici rehabilitat de planta rectangular, amb la coberta d'un sol vessant i distribuït en planta baixa i pis. Actualment està destinat a habitatge, tot i que en origen era un molí. Encara conserva una de les voltes de mig punt relacionades amb la producció de matèria. Majoritàriament les finestres són rectangulars i estan emmarcades amb carreus de pedra ben desbastats. Una de les portes d'accés presenta la llinda de fusta i un petit arc de descàrrega a la part superior, bastit amb lloses disposades a sardinell. L'altra porta té la llinda plana monolítica de granit, amb un escut gravat al centre sense decoració. Ambdues obertures estan protegides per un porxo amb la coberta de fusta, sostingut per columnes de pedra poligonals. Cal destacar dos grans contraforts de reforç situats en una de les façanes exteriors.
La construcció és bastida en pedra sense treballar, disposada irregularment i lligada amb abundant morter.

## Història
Segons el fons documental del Col·legi d'Arquitectes de Catalunya es tracta d'un antic molí fariner bastit durant el segle xvii que actualment ha estat restaurat i reconvertit en habitatge.